# جوروا (آمازوناس)
جوروا (به پرتغالی: Juruá) یک منطقهٔ مسکونی در برزیل است که در آمازوناس (برزیل) واقع شده‌است. جوروا ۱۵٬۱۰۶ نفر جمعیت دارد.